# Хема (Самора)
Хема (ісп. Gema) — муніципалітет в Іспанії, у складі автономної спільноти Кастилія-і-Леон, у провінції Самора. Населення — 252 особи (2010).
Муніципалітет розташований на відстані близько 200 км на північний захід від Мадрида, 12 км на південний схід від Самори.

## Демографія
Динаміка населення (INE ):